# テキサスの四人
『テキサスの四人』（テキサスのよにん、4 for Texas）は1963年のアメリカ合衆国の映画。
監督はロバート・アルドリッチ。フランク・シナトラ、ディーン・マーティン、アニタ・エクバーグ、ウルスラ・アンドレスが主演しチャールズ・ブロンソンなどが出演、三ばか大将がカメオ出演したウエスタン・コメディ作品。

## キャスト
| 役名                 | 俳優                            | 日本語吹替                     | 日本語吹替                          |
| 役名                 | 俳優                            | 東京12ch版                     | フジテレビ版                        |
| -------------------- | ------------------------------- | ------------------------------ | ----------------------------------- |
| ザック・トーマス     | フランク・シナトラ              | 家弓家正                       | 家弓家正                            |
| ジョー・ジャレット   | ディーン・マーティン            | 羽佐間道夫                     | 羽佐間道夫                          |
| エリヤ・カールソン   | アニタ・エクバーグ              | 此島愛子                       | 富永美沙子                          |
| マクシーン・リクター | ウルスラ・アンドレス            |                                | 二階堂有希子                        |
| マトソン             | チャールズ・ブロンソン          | 大塚周夫                       | 大塚周夫                            |
| ハーベイ・バーデン   | ヴィクター・ブオノ              |                                | 滝口順平                            |
| ピート・マンチーニ   | リチャード・ジャッケル          |                                |                                     |
| チャド               | マイク・マザーキ                |                                |                                     |
| エマリン夫人         | マージョリー・ベネット          |                                |                                     |
| ドビー               | ジャック・イーラム              |                                |                                     |
| 絵画配達員           | ジョー・デリタ （三ばか大将）   |                                |                                     |
| 絵画配達員           | ラリー・ファイン （三ばか大将） |                                |                                     |
| 絵画配達員           | モー・ハワード （三ばか大将）   |                                |                                     |
| 不明 その他          |                                 |                                | 雨森雅司 富田耕生 渡部猛 北村弘一   |
|                      |                                 |                                |                                     |
| 演出                 | 演出                            |                                | 春日正伸                            |
| 翻訳                 | 翻訳                            |                                | 飯嶋永昭                            |
| 効果                 |                                 |                                |                                     |
| 調整                 |                                 |                                |                                     |
| 制作                 | 制作                            |                                | 東北新社                            |
| 解説                 | 解説                            |                                | 高島忠夫                            |
| 初回放送             | 初回放送                        | 1969年10月2日 『木曜洋画劇場』 | 1974年5月3日 『ゴールデン洋画劇場』 |

## スタッフ
- 監督・製作：ロバート・アルドリッチ
- 製作総指揮：ハワード・W・コッチ
- 脚本：テディ・シャーマン、ロバート・アルドリッチ
- 撮影：アーネスト・ラズロ
- 編集：マイケル・ルチアーノ
- 音楽：ネルソン・リドル